# Lista rzek w Urugwaju

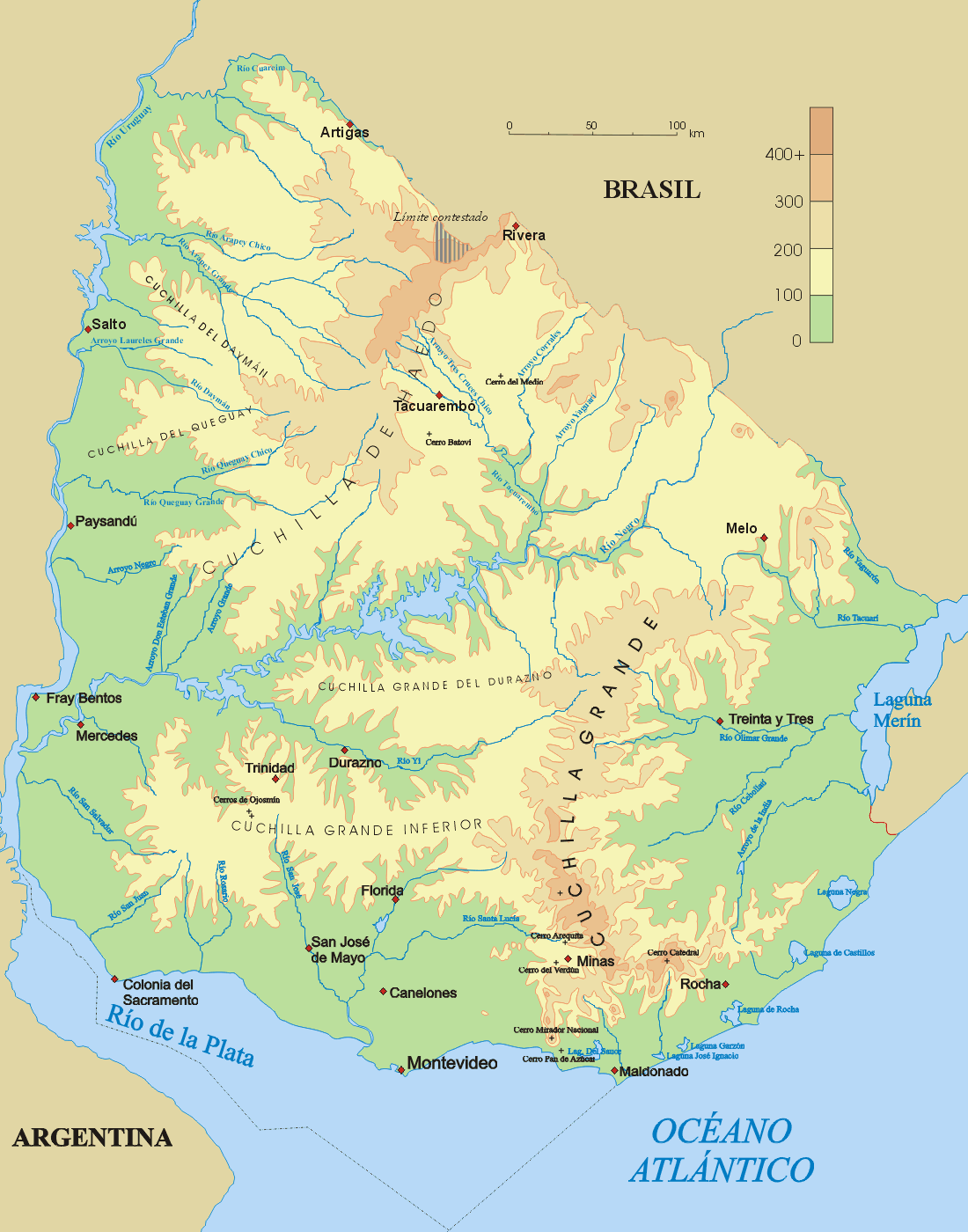
Mapa topograficzna Urugwaju

Poniżej znajduje się wykaz największych rzek w Urugwaju. Wszystkie rzeki należą do zlewiska Atlantyku.
- Río de la Plata
  - Urugwaj
    - San Salvador
    - Río Negro
      - Arroyo Grande
      - Yí
        - Porongos
        - Chamangá

      - Tacuarembó
        - Caraguatá

    - Queguay Grande
      - Queguay Chico

    - Daymán
    - Arapey Grande
      - Arapey Chico

    - Cuareim

  - San Juan
  - Rosario
  - Santa Lucía
    - San José
      - Santa Lucía Chico
- Lagoa Mirim
  - San Luis
  - Arroyo de la India Muerta
  - Cebollatí
    - Olimar Grande
      - Olimar Chico

  - Tacuarí
  - Yaguarón